# Museo de Arte de Milwaukee
El Museo de Arte de Milwaukee (en inglés: Milwaukee Art Museum, abreviado MAM) es un museo de arte situado en Milwaukee, Wisconsin, Estados Unidos, que tiene una colección de más de 35 000 obras de arte.

## Historia

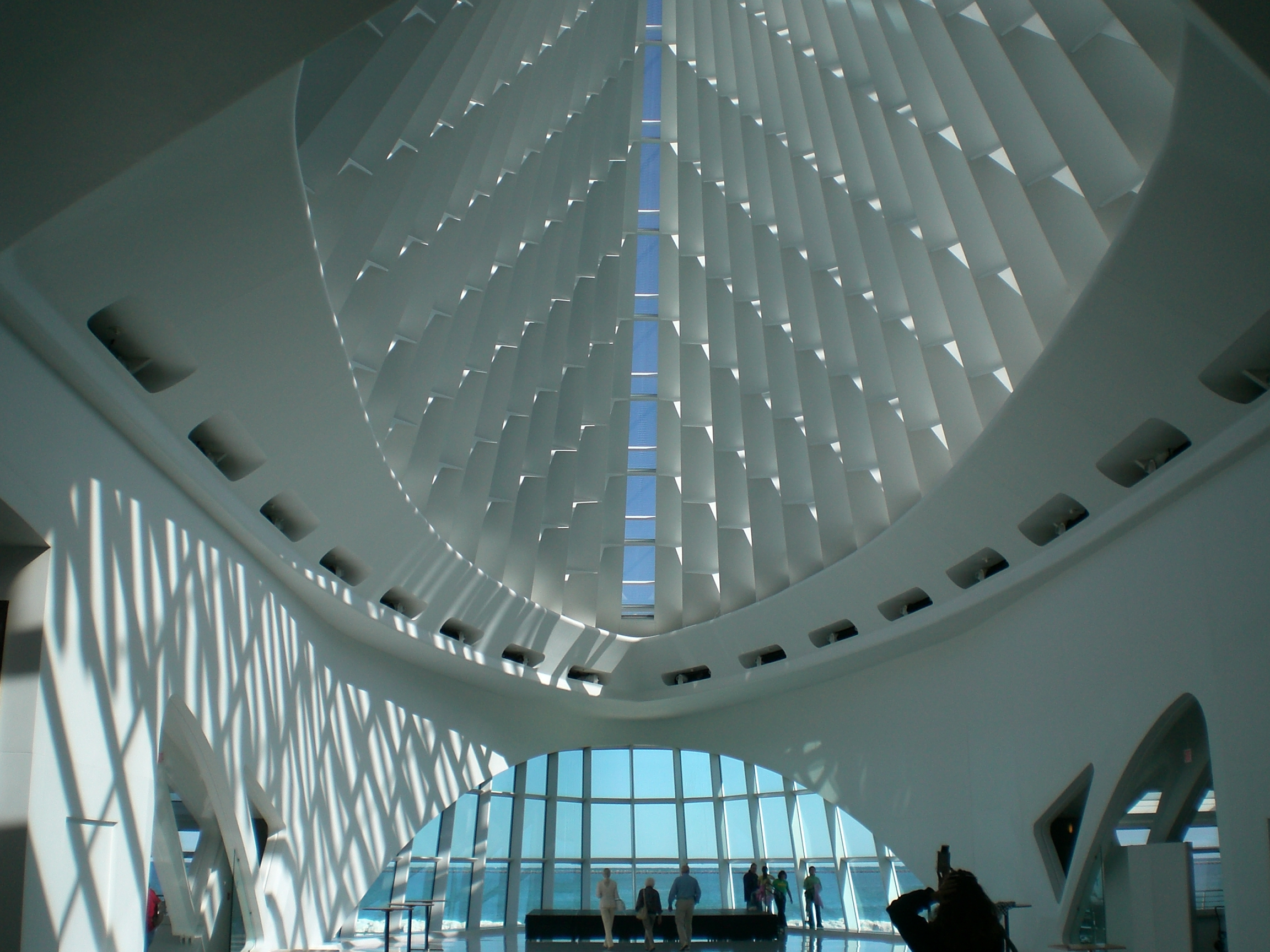
Interior del Museo de Arte de Milwaukee.

### Orígenes
A partir de 1872, se fundaron varias organizaciones con el objetivo de crear una galería de arte en Milwaukee, debido a que la ciudad era todavía una ciudad portuaria en crecimiento que tenía pocas o ninguna instalación para realizar exposiciones de arte. Durante al menos nueve años, todos los intentos de construir una galería de arte habían fracasado. Poco después de ese año, Alexander Mitchell donó toda su colección para que se construyera la primera galería permanente de arte de Milwaukee.
En 1888, un grupo de paisajistas alemanes y empresarios locales fundó la Milwaukee Art Association (Asociación de Arte de Milwaukee). Ese mismo año, el empresario inglés Frederick Layton construyó y financió la construcción de para la Layton Art Gallery, actualmente demolida, y donó algunas obras de arte. En 1911, se completó la construcción del Milwaukee Art Institute (Instituto de Arte de Milwaukee), otro edificio construido para albergar exposiciones y colecciones de arte. El instituto se construyó al lado de la Layton Art Gallery.

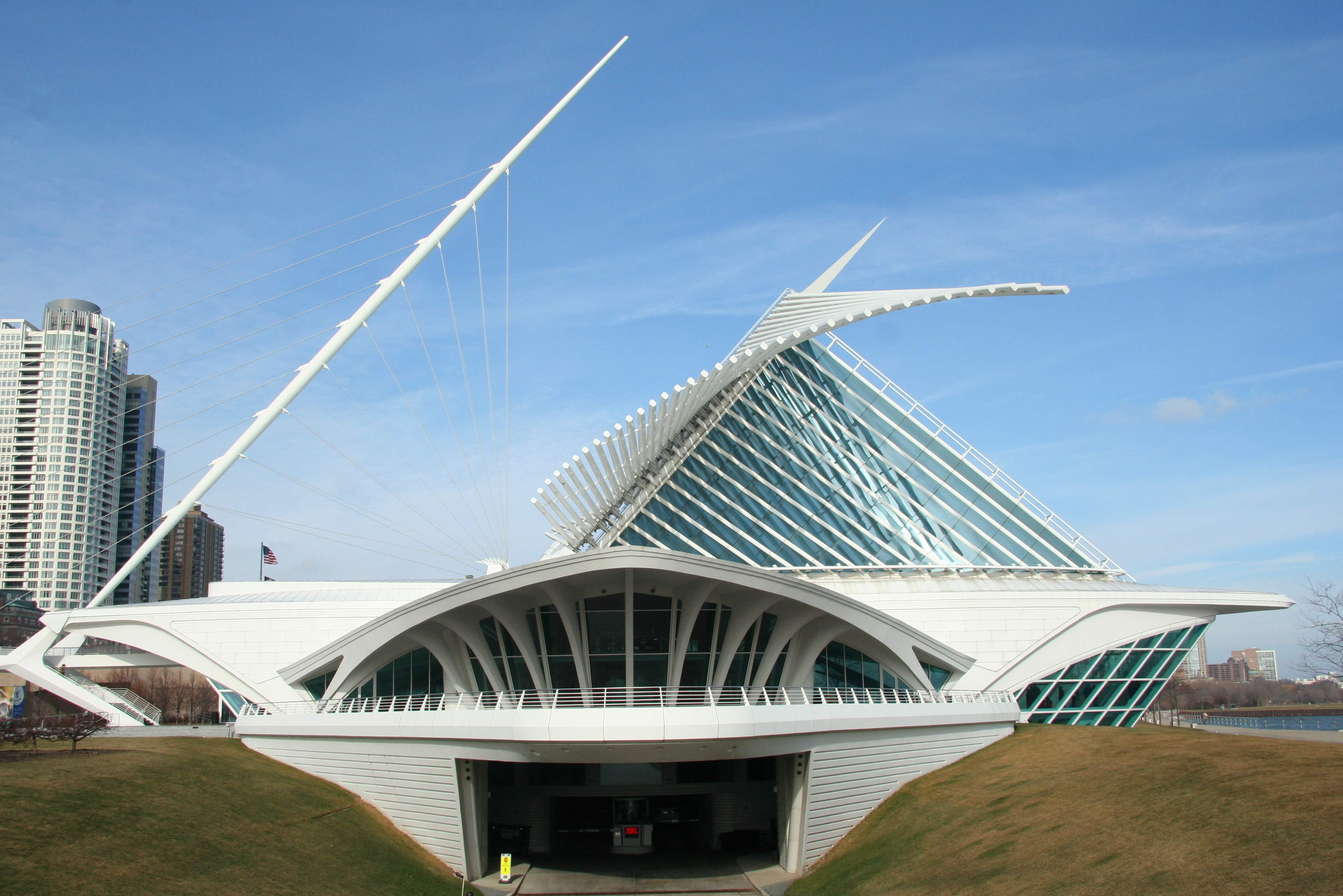
El Museo de Arte de Milwaukee desde el sur.

Cuando se inauguró en 1888, el Museo de Arte de Milwaukee fue el primer museo de arte de Milwaukee (aunque Layton también se inauguró ese mismo año).
En 1957 se creó el Milwaukee Art Center (actualmente Milwaukee Art Museum) al fusionarse el Milwaukee Art Institute y la Layton Art Gallery y trasladar sus colecciones al recién construido Milwaukee County War Memorial, diseñado por el célebre arquitecto finlandés Eero Saarinen.

### Edificios de Kahler y Calatrava

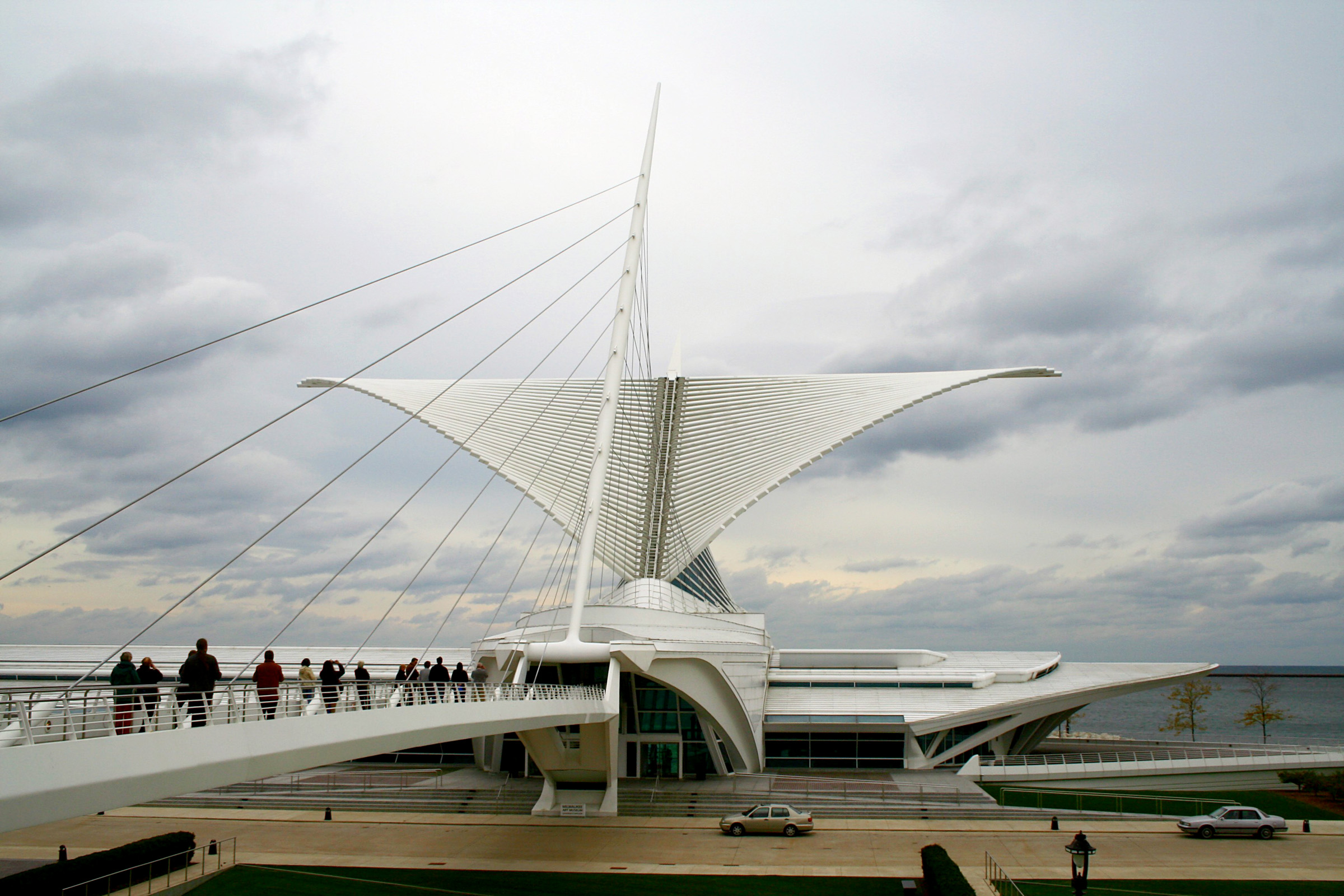
El Puente Reiman Bridge conecta peatonalmente el museo con el centro de Milwaukee.

En la segunda mitad del siglo XX, el museo se amplió con la construcción de nuevos edificios: el War Memorial Center en 1957, el Kahler Building en 1975, de estilo brutalista y diseñado por David Kahler, y el Quadracci Pavilion (Pabellón Quadracci) en 2001, diseñado por el arquitecto español Santiago Calatrava.

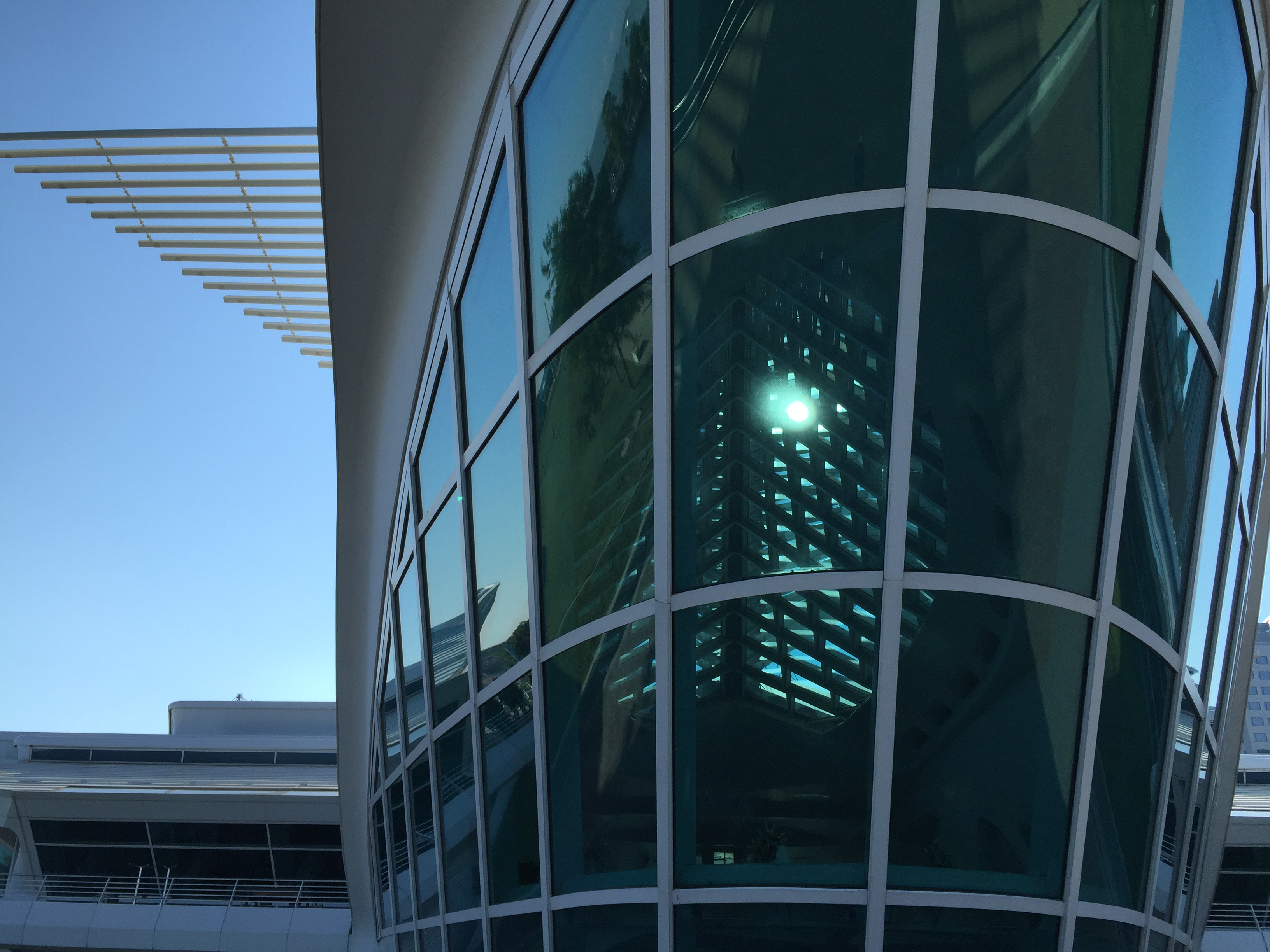
El vestíbulo central del Museo de Arte de Milwaukee.

El Pabellón Quadracci contiene un brise soleil móvil con forma de alas que se abren con una envergadura de 66 m durante el día y se pliegan sobre el edificio por la noche o cuando hace mal tiempo. El pabellón recibió en 2004 el Outstanding Structure Award de la International Association for Bridge and Structural Engineering. Este edificio, que se ha convertido en uno de los símbolos de la ciudad y se llama a veces the Calatrava, aparece en el logo del museo.

### Ampliación de 2015
En noviembre de 2015, el museo inauguró una nueva ampliación financiada conjuntamente por el Condado de Milwaukee y una campaña del museo, cuya construcción costó 34 millones de dólares. El nuevo edificio, diseñado por el arquitecto de Milwaukee James Shields, tiene 3000 metros cuadrados, en los que contiene una sección dedicada a arte luminoso, fotografía y vídeos. El edificio contiene un atrio y una nueva entrada para los visitantes que da hacia el lago y se diseñó con elementos en voladizo y columnas de hormigón para complementar, respectivamente, los cercanos edificios de Saarinen y Kahler. Se llegó al diseño final tras un largo proceso, en el que el arquitecto principal dejó el proyecto debido a discrepancias sobre el diseño y posteriormente volvió a él.

## Colección
El museo alberga más de 35 000 obras de arte de todas las épocas, repartidas en cuatro plantas. La colección contiene pinturas, esculturas, dibujos, fotografías, y piezas de artes decorativas, arte popular y autodidacta europeo de los siglos XV al XX y americano de los siglos XVII al XX. Entre las más destacables del museo están las colecciones de artes decorativas americanas, expresionismo alemán, arte popular y haitiano, y arte americano posterior a 1960.
El museo contiene una de las mayores colecciones de obras de arte de la natural de Wisconsin Georgia O'Keeffe. Otros artistas representados son Gustave Caillebotte, Nardo di Cione, Francisco de Zurbarán, Jean-Honoré Fragonard, Winslow Homer, Auguste Rodin, Edgar Degas, Claude Monet, Henri de Toulouse-Lautrec, Frank Lloyd Wright, Pablo Picasso, Joan Miró, Mark Rothko, Robert Gober, y Andy Warhol.
También tiene cuadros de los pintores europeos Francesco Botticini, Antonio Rotta, Jan Swart van Groningen, Ferdinand Bol, Jan van Goyen, Hendrick Van Vliet, Franz von Lenbach ("Chica Bávara"), Ferdinand Waldmüller ("Interrupción"), Carl Spitzweg, Christian Bokelman ("Banco Roto"), Bouguereau, Gerome ("2 Majestades"), Gustave Caillebotte, Camille Pissarro, Alfred Kowalski ("Invierno en Rusia"), Jules Bastien-Lepage ("El Padre Jacques") y Max Pechstein.

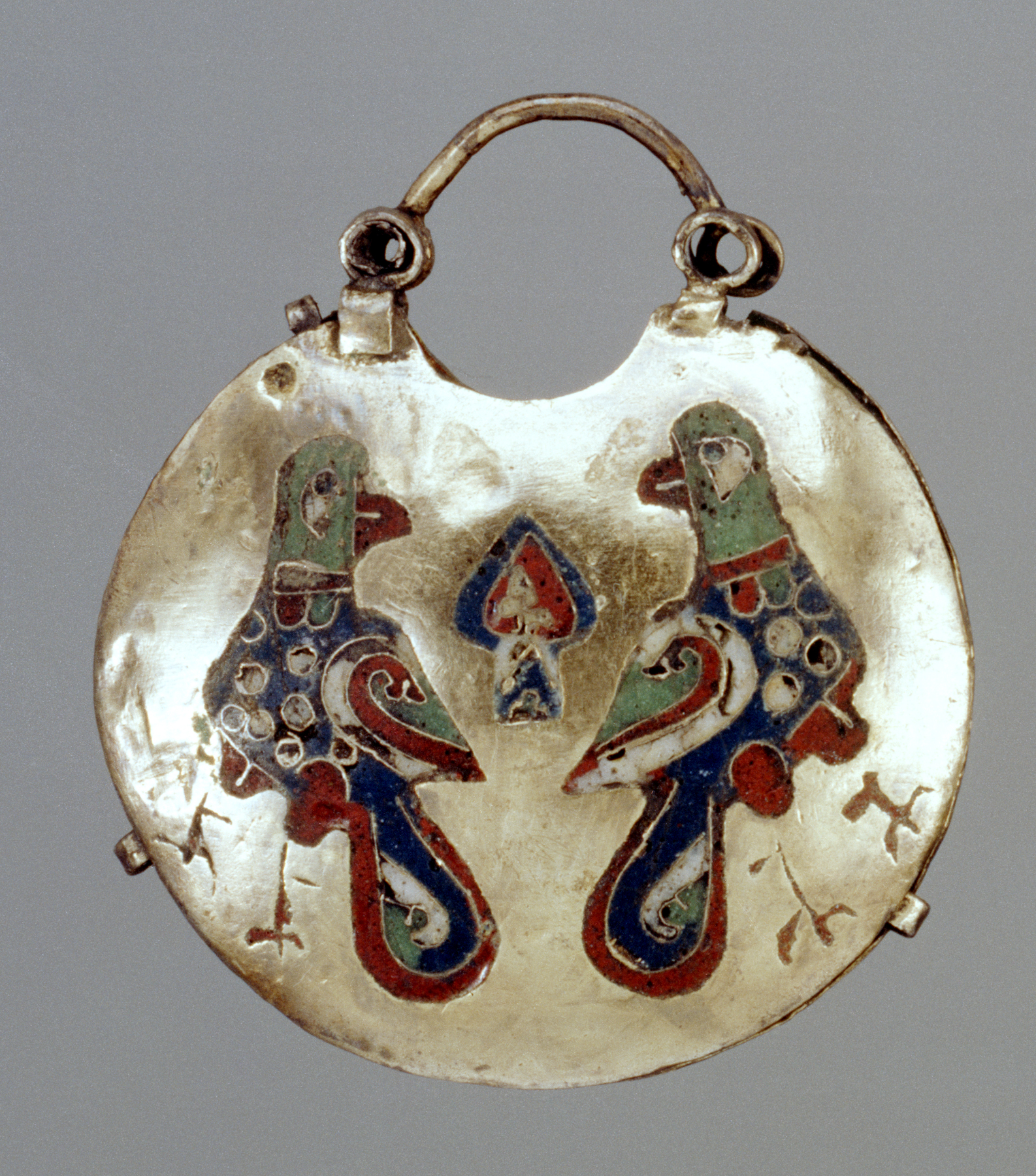
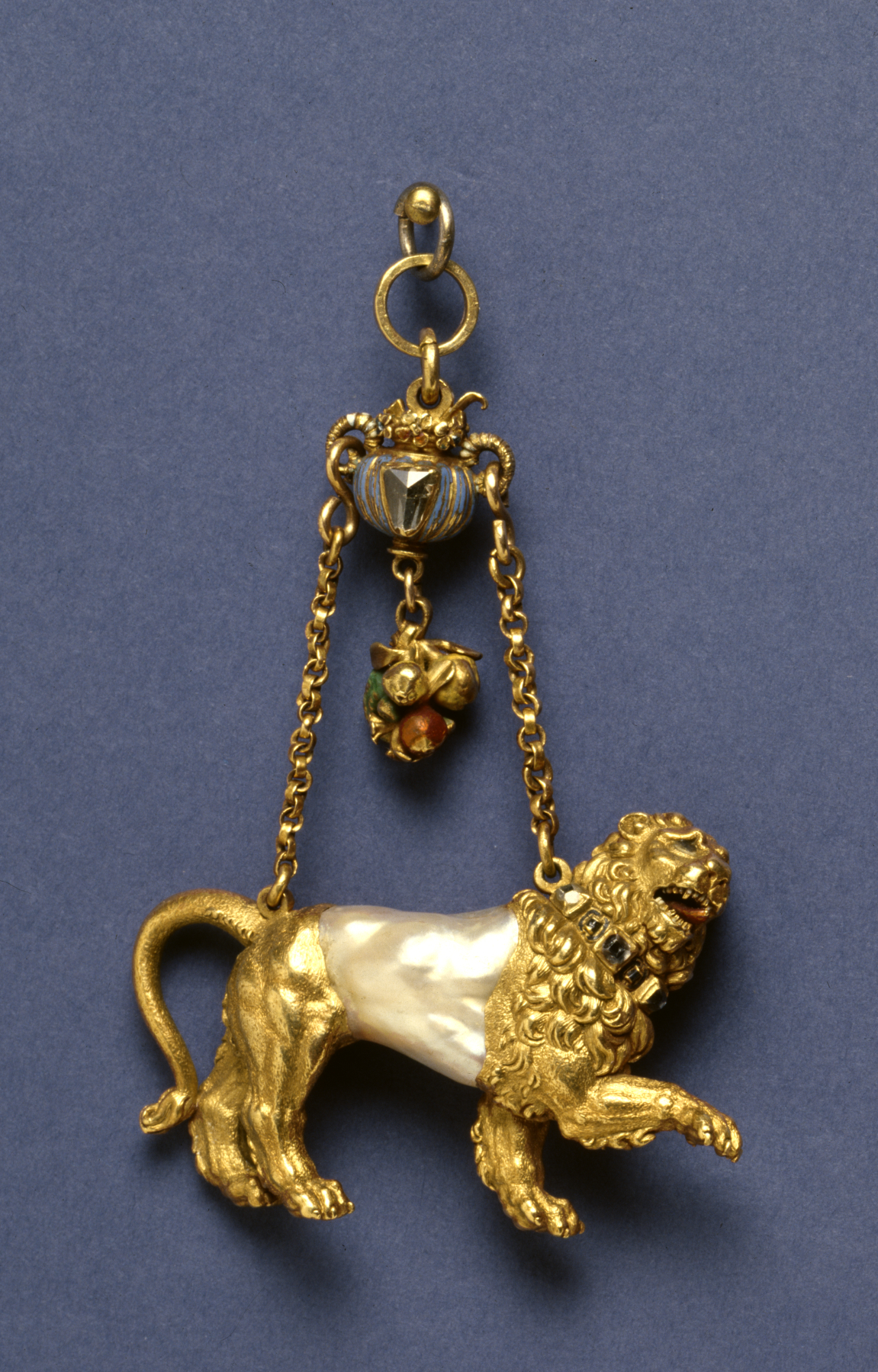
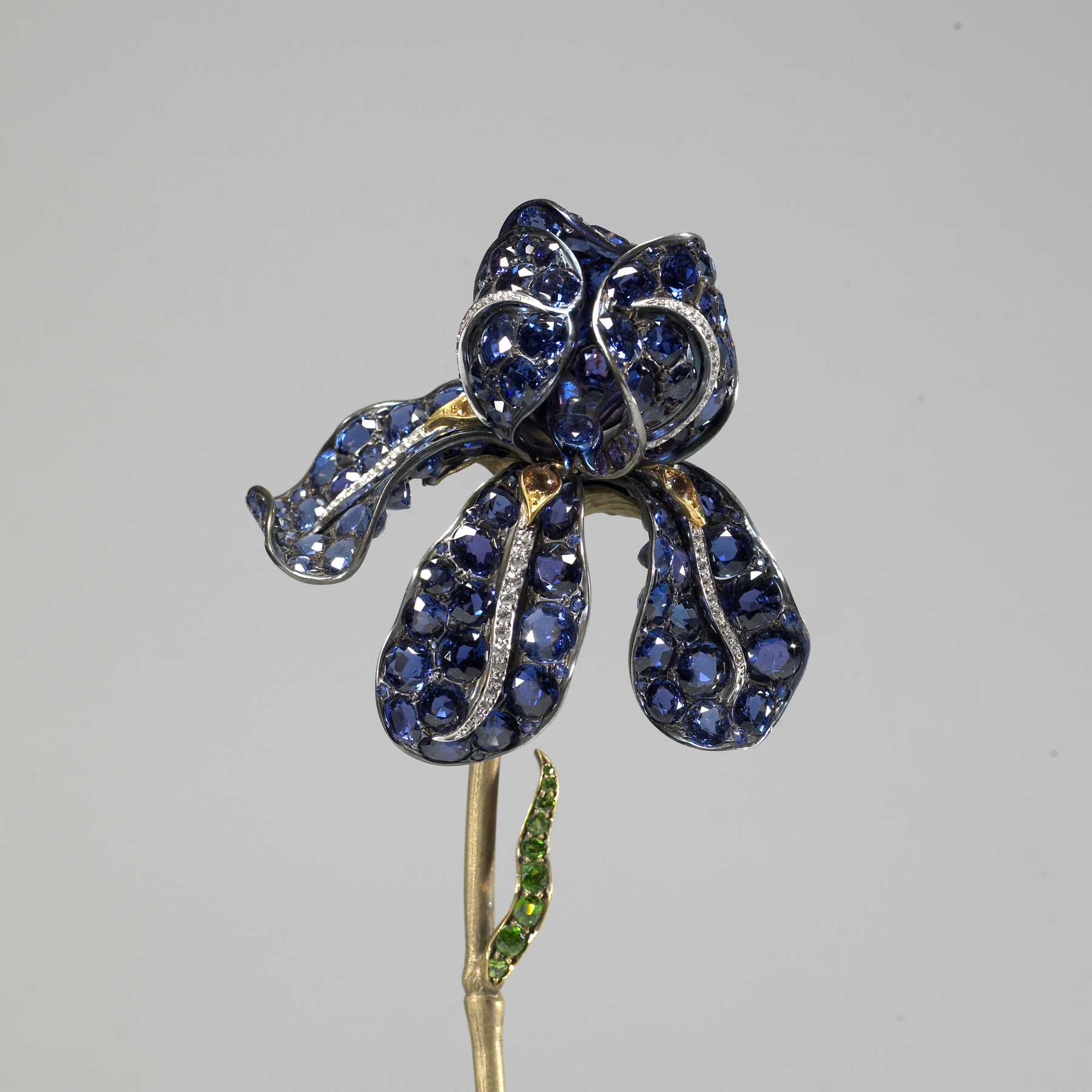

## Controversia
En junio de 2015 el museo expuso una obra controvertida en la que aparecía el Papa Benedicto XVI, lo que creó indignación entre los católicos y otros colectivos.